# 盧卡希夫卡 (赫洛貝內市鎮)
49°26′4″N 33°34′3″E / 49.43444°N 33.56750°E
盧卡希夫卡（烏克蘭語：Лукашівка），是烏克蘭中部波爾塔瓦州克雷门丘克区赫洛贝内市镇的村落，分別距離庫普耶瓦泰1公里和大克倫基4公里，面積1.26平方公里，海拔高度112米，2001年人口141。